# Finale Europacup I 1967
De finale van de Europacup I van het seizoen 1966/67 werd gehouden op 25 mei 1967 in het Estádio Nacional in Lissabon. Het Italiaanse Internazionale stond voor de derde keer in de finale. Het verloor deze keer van het erg aanvallend ingestelde Celtic FC. Voor de eerste en tevens laatste keer won een Schotse club de Europacup I.
De finale stond in het teken van aanvallend versus verdedigend voetbal. De Italianen hanteerden het catenaccio-systeem, een verdedigende tactiek, terwijl de Schotten voor aanvallend voetbal kozen. Doordat Celtic uiteindelijk aan het langste eind trok, wordt de finale beschouwd als een pleidooi voor aanvallend voetbal.
De zege van Celtic luidde bovendien het einde in van "La Grande Inter" (het grote Inter) dat in de jaren 60 twee keer op rij de Europacup I veroverde. De Argentijnse trainer Helenio Herrera, die een belangrijk aandeel had in het succes van Inter, verliet de club een jaar na de verloren finale.
Het winnende Celtic-team kwam bekend te staan als de Lisbon Lions.

## Wedstrijd
|             |                          |       |                   |                                                                                                   |
| 25 mei 1967 | Celtic FC                | 2 – 1 | Internazionale    | Estádio Nacional, Lissabon Toeschouwers: 45.000 Scheidsrechter: Kurt Tschenscher (West-Duitsland) |
| 25 mei 1967 | Gemmell 63' Chalmers 84' |       | 7' (pen.) Mazzola | Estádio Nacional, Lissabon Toeschouwers: 45.000 Scheidsrechter: Kurt Tschenscher (West-Duitsland) |

| Celtic | Inter |

| Celtic FC: |    |                 |
|            |    |                 |
| GK         | 1  | Ronnie Simpson  |
| DF         | 2  | Jim Craig       |
| DF         | 5  | Billy McNeill   |
| DF         | 6  | John Clark      |
| DF         | 3  | Tommy Gemmell   |
| MF         | 4  | Bobby Murdoch   |
| MF         | 10 | Bertie Auld     |
| FW         | 7  | Jimmy Johnstone |
| FW         | 8  | Willie Wallace  |
| FW         | 9  | Stevie Chalmers |
| FW         | 11 | Bobby Lennox    |
| Coach:     |    |                 |
| Jock Stein |    |                 |

| Internazionale: |    |                    |
|                 |    |                    |
| GK              | 1  | Giuliano Sarti     |
| DF              | 6  | Armando Picchi     |
| DF              | 5  | Aristide Guarneri  |
| DF              | 2  | Tarcisio Burgnich  |
| DF              | 3  | Giacinto Facchetti |
| DM              | 4  | Gianfranco Bedin   |
| FW              | 10 | Mauro Bicicli      |
| FW              | 11 | Mario Corso        |
| FW              | 7  | Angelo Domenghini  |
| FW              | 8  | Sandro Mazzola     |
| FW              | 9  | Renato Cappellini  |
| Coach:          |    |                    |
| Helenio Herrera |    |                    |